# Autoroute A 851
Die Autoroute A 851 war eine geplante französische Autobahn, die durch eine Umbenennung des acht Kilometer langen Abschnittes zwischen dem Boulevard Périphérique der Stadt Tours und der Autobahn 85 bei Druyes in das Autobahnnetz aufgenommen werden sollte.
Die Planungen für die Umwidmung reichten bis in die Mitte der 1990er Jahre zurück, als der Abschnitt der A 85 von Druyes bis Vierzon als Projekt vom öffentlichen Nutzen deklariert wurde und der damalige Abschnitt weiterhin als Autobahn beschildert bleiben sollte. Noch vor der kompletten Verkehrsübergabe der A 85 wurde der Abschnitt am 7. Juli 2006 zur D 751 abgestuft.